# Franz Niederer
Franz Niederer (* 27. Oktober 1903 in Frankenfels; † 29. März 1948 in Josefsberg) war ein österreichischer Musiker, Gründer mehrerer Musikformationen und Opfer eines Amoklaufes.

## Leben
Franz Niederer wurde als Sohn von Maria Pacher (* 1883) in Frankenfels geboren. Sie heiratete am 8. Februar 1909 Johann Niederer (* 1879), der vom Gehöft Unter-Massing in der Frankenfelser Rosenbühelrotte 12 abstammte und am 15. Februar 1909 die Vaterschaft von Franz Niederer annahm.
1924 war er einer von neun Gründungsmitgliedern der Musikkapelle Hölzl, aus dem später der Trachtenmusikverein Frankenfels hervorging.
Er heiratete am 30. April 1928 Leopoldine Niederer, geb. Winter (* 1903) vom Gehöft Ober-Hofstatt in der Frankenfelser Karrotte 2, mit der er 14 Kinder hatte, die zum Teil schon in frühen Jahren mit dem Vater musizierten. 1928 erwarb er das Kleinhaus Unter-Nestlberghäusl in der frankenfelser Ödrotte 11.
Von 1946 bis 1952 traten fünf seiner Söhne (Franz (* 1929), Josef (* 1931), Anton (* 1932), Hubert (* 1934) und Adolf (* 1938)) dem Trachtenmusikverein Frankenfels bei.
Das Unter-Nestlberghäusl wurde wegen seines Vorbesitzers namens Fröschl auch als Fröschlhäusl bezeichnet. Aus diesem Grund wurde anfangs die Familie mit zwei seiner Söhne Fröschl-Trio genannt, später die die Fröschln und Die Niederer-Buam. Aus diesen Formationen ging später der 1959 gegründete Musikverein Ötscherland hervor.

## Amoklauf
Am 29. März 1948 war in einem Wallfahrergasthaus von Pächter Ignaz Haiderer am Josefsberg in der Gemeinde Mitterbach am Erlaufsee ein Ostertanz geplant, für den Niederer und seine Söhne Franz, Josef, Anton und Hubert engagiert wurden. Gegen 23:30 Uhr feuerte ein sowjetischer Besatzungssoldat nach vorherigen Differenzen und Handgreiflichkeiten mit einem Maschinengewehr in die Menge, in dessen Verlauf Franz Niederer und Laura Jorda aus Annaberg tödlich verunglückten und 19 weitere Personen, darunter auch drei von Niederers Söhnen, schwer verletzt wurden.
Franz Niederer hinterließ seine Frau und 14 Kinder. Der Lebensunterhalt der Familie konnte auch mit dem Musizieren mitfinanziert werden. Zum Andenken an dieses Ereignis wurde von den Familien Jorda und Niederer 1973 mit dem Musikverein Ötscherland eine Gedenkstätte errichtet, wo jährlich Gedenkfeiern mit ökumenischem Gottesdienst veranstaltet werden.